# Charles Marie Joseph Mathieu
Charles Marie Joseph Mathieu ( 1791 - 1873 ) fue un botánico, micólogo, y briólogo neerlandés, quien trabajó extensamente con las floras de su país natal y de Bélgica.

## Algunas publicaciones

### Libros
- 1853. Phanérogamie. Vol. 1 de Flore générale de Belgique : Contenant la description de toutes les plantes qui croissent dans ce pays. Ed. Muquardt. 655 pp.

- 1853. Cryptogamie. Vol. 2 de Flore générale de Belgique : Contenant la description de toutes les plantes qui croissent dans ce pays. Ed. Muquardt. 561 pp.

- 1855. Flore générale de la Belgique: Phanérogamie. Vol. 1 de Flore générale de la Belgique: contenant la description de toutes les plantes qui croissent dans ce pays. Ed. Muquardt. 660 pp. En línea; reeditó BiblioBazaar en 2008, 564 pp. ISBN 0559834985 En línea

- La abreviatura «Mathieu» se emplea para indicar a Charles Marie Joseph Mathieu como autoridad en la descripción y clasificación científica de los vegetales.[1]